# نادر جهانبانی
نادر جهانبانی (۲۷ فروردین ۱۳۰۷ – ۲۲ اسفند ۱۳۵۷) سپهبد خلبان نیروی هوایی شاهنشاهی ایران و معاون فرماندهی آن نیرو معروف به ژنرال چشم‌آبی بود. وی بنیان‌گذار و سرپرست تیم آکروجت تاج طلایی است. از او به عنوان یکی از بهترین و برجسته‌ترین خلبانان عصر خود نام می‌برند.
نادر جهانبانی دانش‌آموختهٔ دانشگاه خلبانی نیروی هوایی روسیه و آموزش‌دیدهٔ دوره‌های خلبانی جنگنده‌های جت از آلمان بود. از وی به‌عنوان یکی از محبوب‌ترین چهره‌ها بین پرسنل نیروی هوایی ایران یاد می‌شود.
نادر جهانبانی در پی انقلاب ۱۳۵۷ در روز ۲۲ بهمن در پست نیروی هوایی در دوشان‌تپه دستگیر و در ۲۲ اسفند ۱۳۵۷ به حکم صادق خلخالی و حاکم شرع وقت در زندان قصر تیرباران شد.

## آغاز زندگی و تحصیلات
نادر جهانبانی در بیست و هفتم فروردین ماه سال ۱۳۰۷ در تهران زاده شد. او پسر امان‌الله جهانبانی از شاهزادگان قاجار و فرماندهان ارتش شاهنشاهی با درجهٔ سپهبدی است که وزیر و سناتور مجلس سنای ایران بود. مادر وی هلن کاسمینسکی از مهاجران روس است.
نادر جهانبانی در هجده سالگی وارد دانشگاه خلبانی نیروی هوایی روسیه شد. پس از اتمام تحصیلات وارد نیروی هوایی ارتش ایران شد. پس از آن نادر جهانبانی برای آموزش دورهٔ خلبانی هواپیمای جت راهی آلمان شد. وی در آلمان با لیدر تیم آکروجت آمریکا آشنا شد و از او فنون آکروباسی هوایی با هواپیمای جت را فرا گرفت. نادر جهانبانی پس از بازگشت به ایران نخستین تیم آکروجت ایران را در سال ۱۹۵۸ تشکیل داد. نخستین تیم آکروجت تاج طلایی تشکیل شده بود از: محمد خاتمی، نادر جهانبانی، امیرحسین ربیعی، عبدالحسین مینوسپهر و سیامک جهان‌بینی.

## دستاوردهای نظامی

### تأسیس تیم آکروجت تاج طلایی

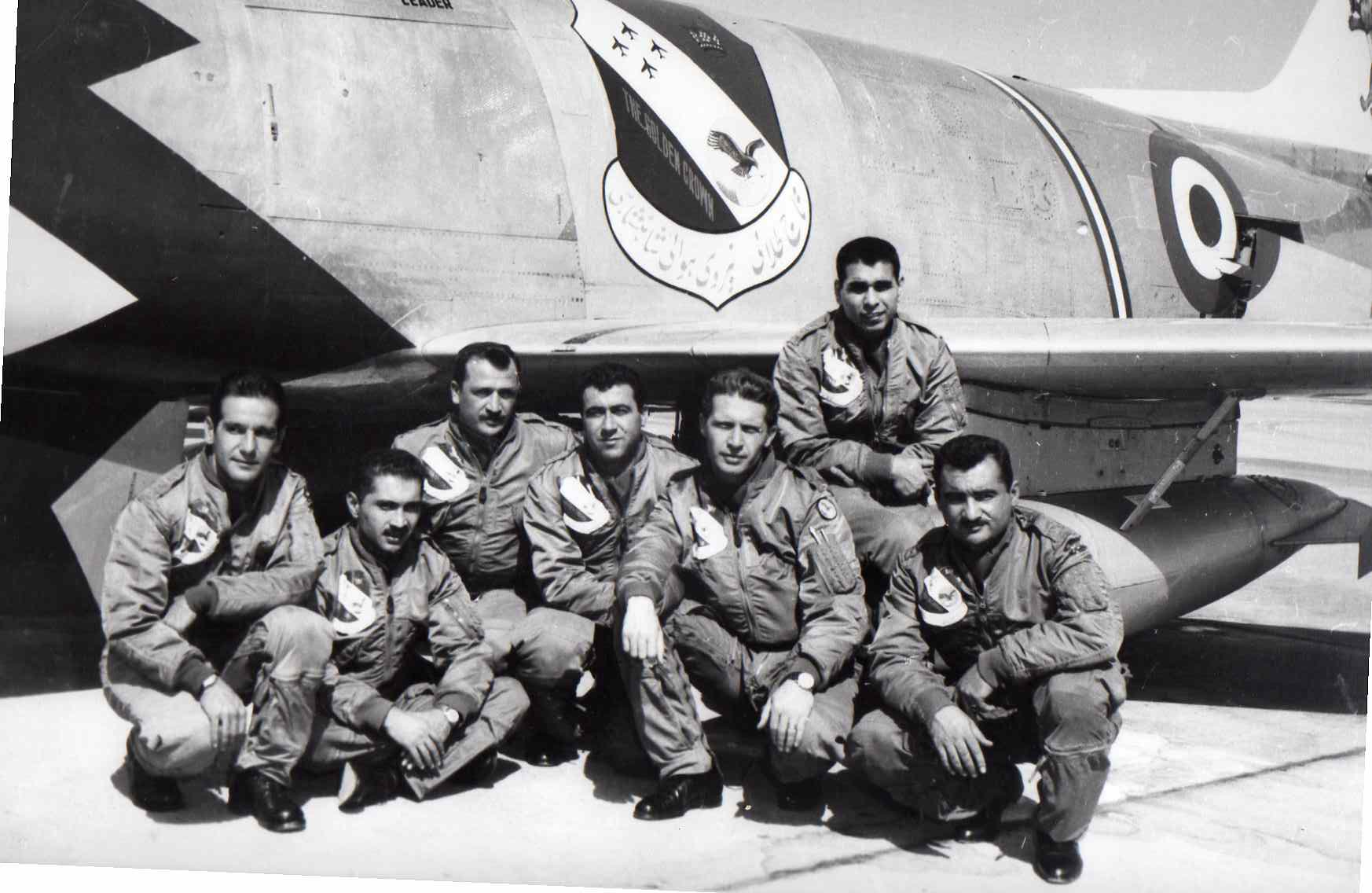
نادر جهانبانی به همراه تیم آکروجت تاج طلایی ایران، از راست به چپ: اصغر ایمانیان، عبدالحسین مینوسپهر، نادر جهانبانی، نادر یوسفی، بهمن باقری، آیت محققی، فریبرز پایور

پایه‌گذاری تیم آکروجت تاج طلایی در سال ۱۳۳۷ و پس ازورود اولین هواپیماهای جت در ایران آغاز می‌شود. اما پیش از این و در سال ۱۳۳۴ چهارده خلبانان برای دوره‌های آموزش پرواز با جت به پایگاه هوایی فورستنفلدبروک آلمان اعزام شدند. از این عده ۹ خلبان پس از اندک زمانی به ایران برمی گردند اما نادر جهانبانی به همراه سیامک جهان‌بینی، محمد خاتمی (نظامی)، امیرحسین ربیعی و عبدالحسین مینوسپهر برای دوره‌های تکمیلی در پایگاه باقی می‌مانند این عده، در همان زمان ایده تشکیل تیم آکروجت را می‌پرورانند. پس از بازگشت و تأسیس تیم، جهانبانی سرپرستی تیم آکروجت تاج طلایی ایران در سال ۱۳۳۷ برعهده می گیرد. یک سال پس از تشکیل تیم آکروجت تاج طلایی در مسابقه‌ای با حضور نیروی هوایی ایران، نیروی هوایی آمریکا و نیروی هوایی بریتانیا تیم ایران مقام نخست را به دست آورد. تیم آکروجت تاج طلایی ایران تا زمان انحلال آن یعنی در بهمن‌ماه ۱۳۵۷ جزو قدرتمندترین تیم‌های آکروباسی هوایی با هواپیمای جت در جهان بود که در چندین رقابت بین‌المللی مقام‌هایی را نیز کسب کرد.جهانبانی پس از تأسیس تیم تاج طلایی، آن را از سال ۱۳۳۷ تا ۱۳۴۱ و سپس دوباره در سال ۱۳۴۸ رهبری کرد - در مجموع شش سال، طولانی‌ترین دوره تصدی یک لیدر تاج طلایی. او شخصاً کاندیداهای تیم را انتخاب و ارزیابی می‌کرد، آنها را آموزش می‌داد و محدودیت‌های آنها را به چالش می‌کشید. بسیاری از اعضای این تیم به خلبانان، افسران و فرماندهان ماهری تبدیل شدند که برخی از آنها در جنگ ایران و عراق خدمت کردند. او همچنین دبیرکل فدراسیون ملی ورزش بود.

### نقش در شکوفایی نیروی هوایی
جهانبانی با کمک به ایجاد یک نیروی هوایی مؤثر، نقش مهمی در نیروی هوایی ایران در دهه‌های ۳۰ و ۴۰ ایفا کرد. در طول این دوره، او خلبانی هواپیماهای اف-۸۶ و جنگنده مافوق صوت تازه از راه رسیده اف-۵ فریدوم فایتر را بر عهده داشت. در جریان بحران مرز دریایی ایران و عراق در سال ۱۳۴۸، ایران عملیات مشترک اروند را انجام داد که در آن یک کشتی ایرانی تحت حفاظت هوایی جت‌های جنگنده ایرانی از آبراه شط العرب عبور کرد. جهانبانی شخصاً پرواز و رهبری ماموریت اسکورت رزمی هوایی را بر عهده داشت. ماموریت کشتی بدون حادثه و با آرامش به پایان رسید. او به عنوان معاون فرمانده کل نیروی هوایی خدمت میکرد. به همین ترتیب، او سخت تلاش کرد تا مهارت‌های نبرد هوایی در سطح جهانی را در بین خلبانان جنگنده ایرانی القا کند. جهانبانی همچنین در تهیه و ادغام هواپیماهای پیشرفته، مانند اف-۴، اف-5 و اف-۱۴، در کنار سیستم‌های راداری و موشکی پیشرفته (به ویژه ایم-۵۴ فینیکس) پیشگام بود. این اقدامات به رهبری جهانبانی، در بهبود توانایی‌های خلبانان،  بعدها برای نیروی هوایی ایران در جنگ ایران و عراق بسیار مهم و حیاتی واقع شد، زمانی که خلبانان نیروی هوایی ارتش جمهوری اسلامی ایران به وضوح بر همتایان عراقی خود غلبه کردند.

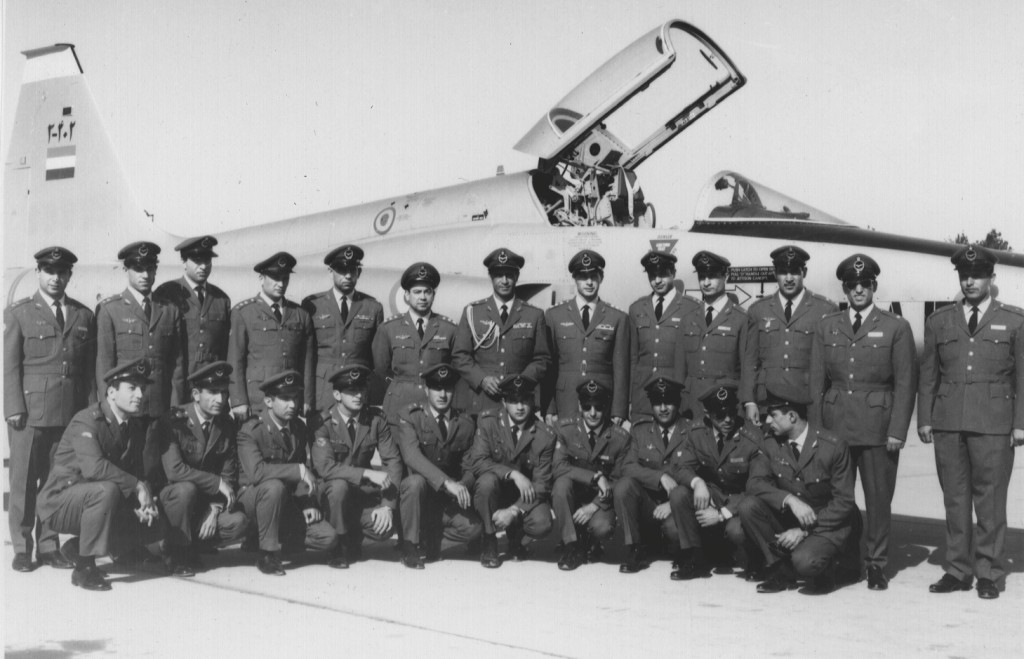
سرهنگ جهانبانی (ایستاده، نفر ششم از راست) در کنار ارتشبد خاتمی و دیگر خلبانان در پایگاه هوایی مهرآباد تهران در سال ۱۹۶۵، روبروی یک جنگنده اف-۵ که اخیراً تحویل داده شده بود.

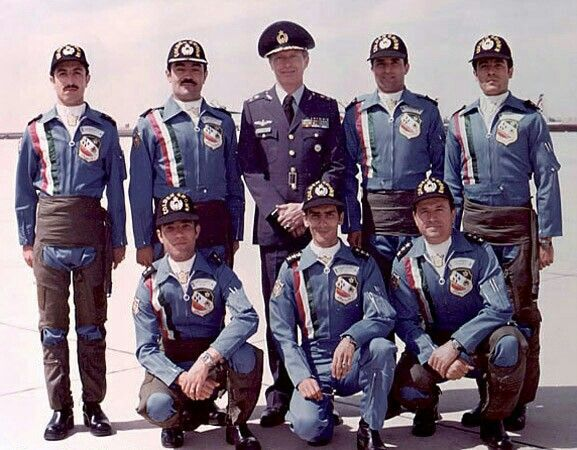
سپهبد جهانبانی (نفر وسط در عکس) به همراه آخرین تیم تاج طلایی در دهه ۵۰

## دستگیری و اعدام
نادر جهانبانی در بامداد ۲۲ اسفند ۱۳۵۷ در زندان قصر به حکم صادق خلخالی حاکم شرع وقت تیرباران شد. روزنامهٔ اطلاعات به تاریخ ۲۳ اسفند ۱۳۵۷ در خبری اسامی یازده تن از محکومان به اعدام را منتشر کرد. متن خبر به شرح زیر است:

در تاریخ ۲۱ اسفند ۱۳۵۷ دادگاه انقلاب اسلامی ایران جهت رسیدگی به کیفرخواست صادره از طرف دادستان انقلاب علیه ۱۱ نفر از متهمینی که جملگی از خائنین به ملت و عوامل سرسپردهٔ رژیم دست‌نشاندهٔ بیگانه بودند و همچنین جنایتکاران مفسد فی‌الارض نیز می‌باشند تشکیل جلسه داد و پس از چندین ساعت رسیدگی و مشاوره سرانجام حکم اعدام را صادر کرد:

۱. سپهبد نادر جهانبانی فرزند امان‌الله معاون فرماندهی نیروی هوایی، ...

### دادگاه

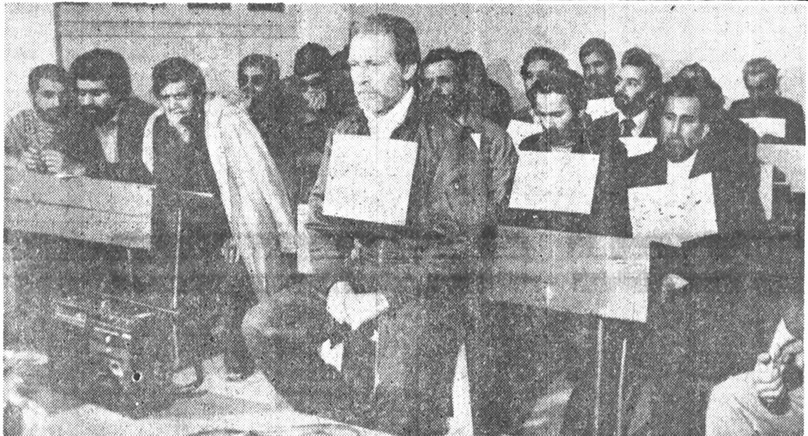
امرای ارتش شاهنشاهی از جمله سپهبد نادر جهانبانی در دادگاه انقلاب به ریاست صادق خلخالی.

وقتی جهانبانی را برای محاکمه آوردند، کاغذی بر گردنش انداختند تا جرمش را بنویسند؛ اما او جرمی نداشت، کسی هم پیدا نشد شهادت دهد او جرمی انجام داده است. پس روی کاغذ سفید نوشتند: سپهبد نادر جهانبانی، عامل فساد. متنِ حُکم کیفرخواست که در دادگاه برای وی خوانده شد بدین شرح است:

نادر جهانبانی با اشتغال در سمت‌های حساس نظامی و این اواخر ورزشی و نظایر آن با رژیمی که با ساقط کردن حکومت ملی شرعی به طریق غاصبانه و با ارادهٔ اجنبی در ایران سلطه پیدا کرده و مملکت را در جهت ارادهٔ اجنبی و در جهت خلاف شرع و مصلحت مملکت و ملت به قهقرا می‌برد و به نابودی می‌کشاند، با اقدام علیه امنیت و قیام برای متزلزل کردن اساس استقلال و فساد در ارض و محاربه با خدا و نایب امام علیه‌السلام مطابع قوانین الهی و قوانین جاریه در زمان ارتکاب جرایم تقاضای رسیدگی و صدور حکم اعدام و مصادرهٔ اموال شخصی ایشان و آن مقدار از اموال که به خاطر فرار از ادای دین به صاحبان اصلی به فرزندان و اقربای نزدیک انتقال یافته است از طرف دادسرای کل انقلاب اسلامی از دادگاه دارم.
سایت خبری روزآنلاین در مقاله‌ای با عنوان «نوبت خمینی شد» به خاطرات سفیر اسرائیل در ایران اشاره می‌کند که نوشته است، جهانبانی به احمد خمینی گفت: «من از توی عرب ایرانی‌ترم.»

### اتهامات دروغین
مسعود بهنود می‌گوید: «یکی از چند باری که خلخالی را دیدم فرصتی دست داد که سؤالی بکنم که سال‌ها توی گلوی من مانده بود؛ گفتم آقای خلخالی در دادگاه نادر جهانبانی و عباسعلی خلعتبری ما گروه آورده بودیم و فیلم می‌گرفتیم و فیلم‌هاش هست. در محاکمه خلعتبری معلوم شد که تفاله اتمی در ایران دفن نشده و کسی هم که پیشنهاد دفن تفاله اتمی را داده است او نبوده… شما چرا در مصاحبه خود (به دروغ) گفتید سپهبد جهانبانی برای اسب‌هایش موزیک پخش می‌کرده است و خلعتبری در ایران تفاله اتمی دفن می‌کرده؟ جواب خلخالی این بود: یادم بود (می‌دانستم) ولی چیزهایی گفتم که (مردم) دلشان بسوزد جگرشان بسوزد. من مأمور ایجاد منطق برای سلطنت‌طلبان و طاغوتیان نیستم.»

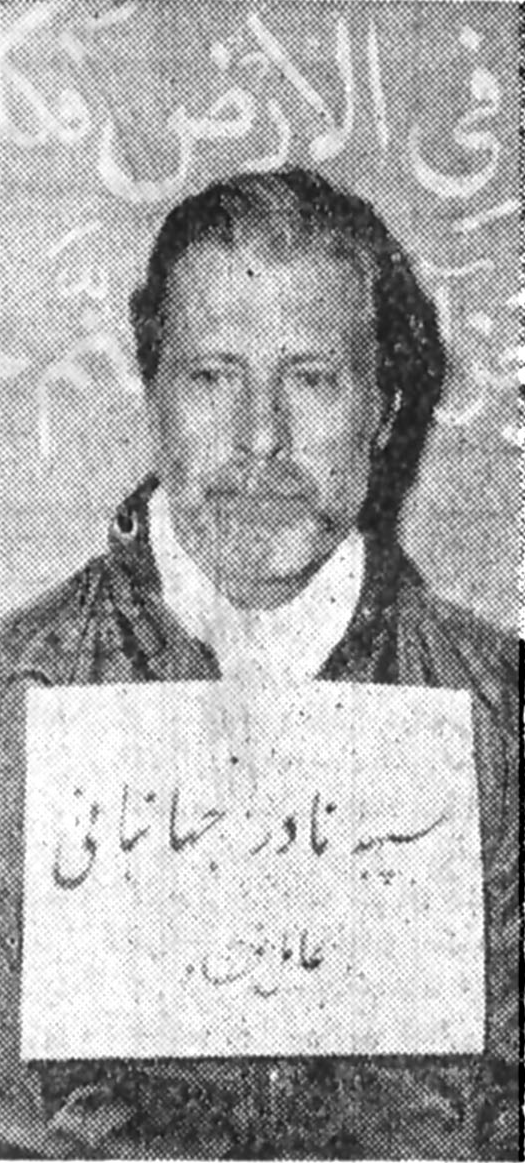
سپهبد جهانبانی در دادگاه انقلاب

## داستان‌ها پیرامون زندگی

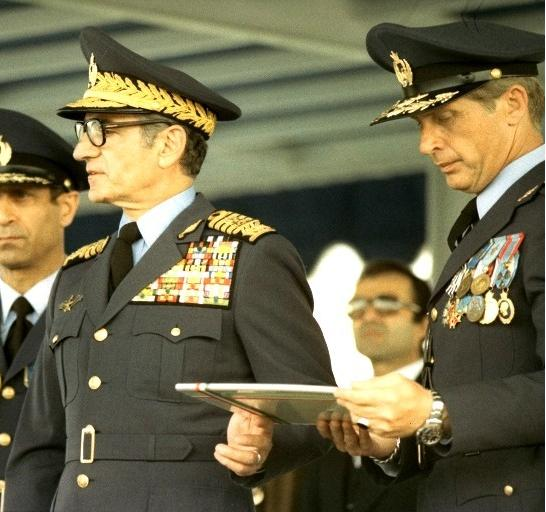
در کنار محمدرضا شاه پهلوی

### خانواده
جهانبانی از دو همسر، دو فرزند داشت، یک پسر به نام انوشیروان و یک دختر به نام گلنار. پسرش از همسر اولش، آذر اعتصام، و دخترش از همسر دومش، فرح زنگنه، بود. زنگنه دختر سرهنگ یدالله اعظم زنگنه بود. هر دو فرزند در ایالات متحده زندگی می‌کنند. جهانبانی از طریق پسرش یک نتیجه بزرگ داشت که نام میانی‌اش نادر است.

از مادرش، دو برادر و یک خواهر داشت: پرویز، که چترباز و فرمانده نیروی دریایی شاهنشاهی ایران (تکاور) بود، خسرو، که با شهناز پهلوی، فرزند ارشد شاه ایران، ازدواج کرد، و مهرمنیر که تمام هنرهای دستباف بلوچی را روی تمام لباس‌های تشریفاتی ملکه و برخی از لباس‌های شاه آورد. از همسر اول پدرش، او پنج برادر ناتنی داشت: مسعود، سفیر، حسین، سپهبد ارتش شاهنشاهی ایران (IIA)، مجید در وزارت کار و بعدها در وزارتخانه‌های کشاورزی، حمید، سرتیپ ارتش شاهنشاهی ایران، و محمود. او همچنین دو خواهر ناتنی داشت: یکی که در جوانی درگذشت، و در آخر کیان تاج. کریستین امانپور از بستگان دور اوست.

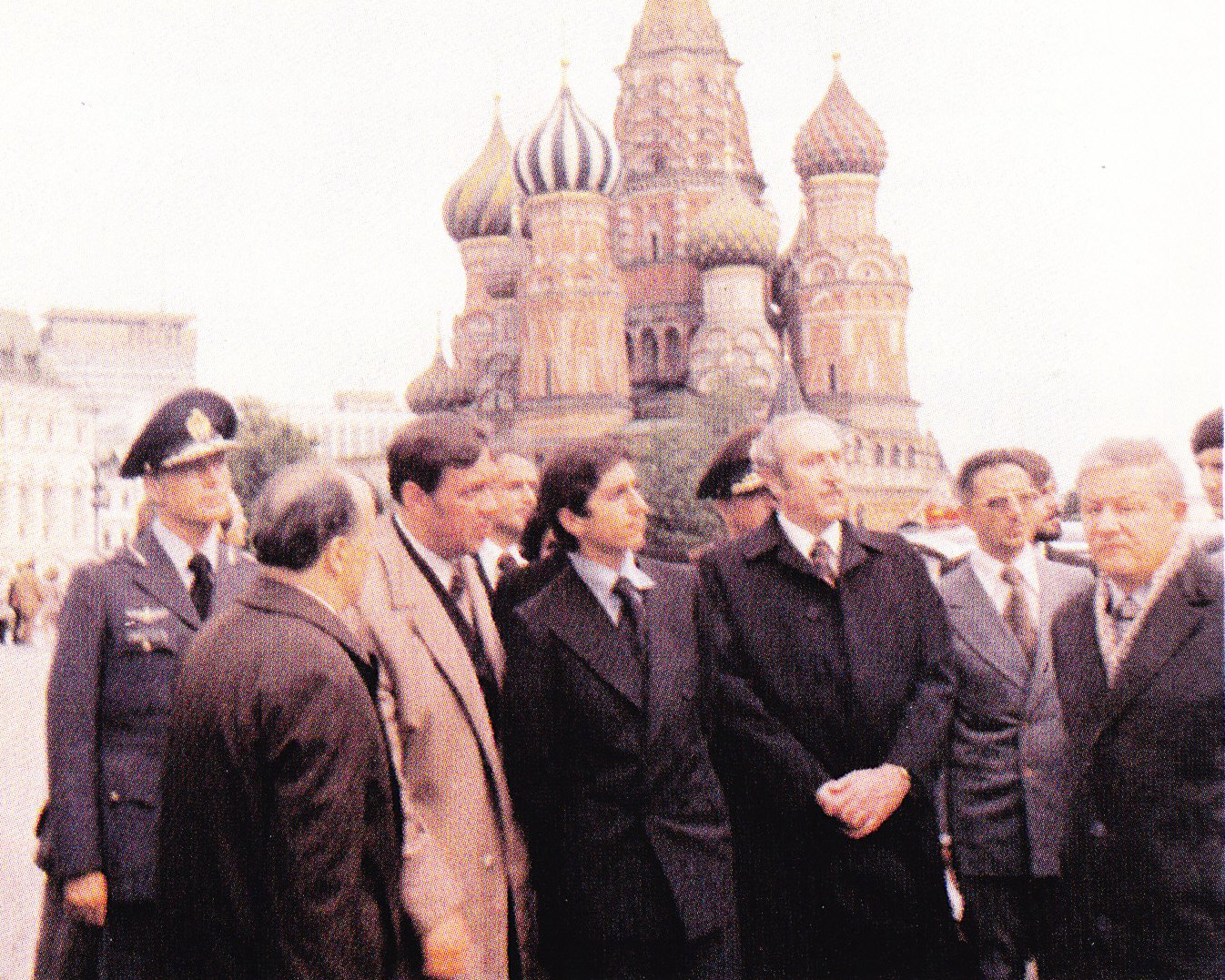
نادر جهانبانی و هیئت همراه در سفر رسمی ولیعهد وقت ایران به مسکو، در سال ۱۹۷۶

در فضای مجازی و در میان مردم شایعه‌هایی دربارهٔ زندگی سپهبد جهانبانی وجود دارد که پسر او انوشیروان جهانبانی در گفتگویی با دویچه‌وله فارسی به این روایات پرداخته است:

### روایت‌های درست
در یکی از دوره‌هایی که جهانبانی آموزش آکروجت می‌داد، یکی از خلبانان جوان از بغل به بال هواپیمای جهانبانی زد. هردو هواپیما آسیب زیادی دیدند. جهانبانی به خلبان جوان دستور می‌دهد که با چتر نجات از هواپیما بیرون بپرد؛ ولی خودش با مهارت و چیره‌دستی خویش هواپیمایش را روی باند فرودگاه می‌نشاند.

### روایت‌های نادرست
انوشیروان، فرزند نادر جهانبانی معتقد است که برخی داستان‌های غلط و اغراق‌گونه پیرامون زندگی سپهبد به ضرر او است و نیز دربارهٔ این روایات توضیح داده است:
مثلاً این‌که پدرم با هواپیما از زیر پل کارون پرواز کرد دروغ است، این کار بی‌انضباطی است و پدرم خلبان بسیار با انضباطی بود و ابداً چنین کاری نمی‌کرد و این داستان سال‌های سال است که روایت می‌شود،
داستان غیرواقعی دیگر این است که پدرم بدون اجازه پادشاه به عراق پرواز کرد و هواپیماهای عراقی ایشان را محاصره کردند و به بغداد بردند و پدرم با مهارت از چنگ آن‌ها فرار کرد، این داستان از ابتدا تا انتها دروغ است،
یکی دیگر هم این‌که می‌گویند پدرم فانتوم را از روی جاده بلند کرده است، آن هم در حالی که تمام آمریکایی‌هایی که آن‌جا بودند، می‌گفتند این کار خیلی اشتباه و خطرناک است، پدرم هیچ وقت چنین کاری نکرده است، متأسفانه این داستان‌ها مدام دارد بیشتر و بزرگ‌تر می‌شود و زیاد باعث افتخار نیست، پدرم خلبان شجاعی بود ولی خلبان بسیار با انضباطی بود، او هیچ وقت کاری نمی‌کرد که درس بدی برای خلبان‌های جوان‌تر باشد، کارهای دیگری می‌کرد، شجاعت‌شان در پرواز فوق‌العاده بود یا هنر خلبانی که در آکروجت نشان داد.

### روایت شهبانو فرح پهلوی
شهبانو فرح پهلوی در خاطرات خود مینویسد:
کمی بعد، موفق شدم تلفنی با دوست عزیزم تماس بگیرم که همسرش، سپهبد نیروی هوایی، نادر جهانبانی، به تازگی اعدام شده بود. او که مورد توهین یکی از پاسداران انقلاب قرار گرفته بود، شجاعت آن را داشت که قبل از مرگ به صورتش سیلی بزند. همسرش هق هق گریه می‌کرد و من که باید می‌توانستم کلماتی برای تسلی دادن به او پیدا کنم، کاری جز گریه کردن با او از دستم برنمی‌آمد. آن شب، در ناامیدی، این چند خط را در دفترچه یادداشتم نوشتم: «احساس نمی‌کنم قدرت ادامه جنگیدن را داشته باشم. ترجیح می‌دهم با افتخار برای کشورم بمیرم تا اینکه افسردگی که مرا فرا گرفته است، مرا به سمت مرگ بکشاند. خدای من، اگر آنجا هستی، به من قدرت ادامه دادن بده.»

## انوشیروان جهانبانی
انوشیروان فرزند نادر جهانبانی، در زمان وقوع انقلاب اسلامی ۳۰ ساله بوده است. او که برای تحصیل به آمریکا رفته بود، پس از کسب بالاترین مدرک خلبانی در آمریکا به ایران بازگشت و تا زمان وقوع انقلاب، مدیرعامل شرکت هواپیمایی «ایرتاکسی» بود. او نیز یک هفته پس از تیرباران سپهبد نادر جهانبانی، دستگیر شد و ۵ ماه را در زندان گذراند.
انوشیروان جهانبانی دربارهٔ اینکه چرا پدرش مانند بسیاری از ارتشیان با وقوع انقلاب از ایران نرفتند، این‌گونه پاسخ می‌دهد:
- اتفاقاً آن موقع من به پدرم خیلی اصرار می‌کردم که از ایران خارج شود، چون هواپیما هم در دستمان بود. هم از راه ایران‌ایر و هم با هواپیمای خودمان می‌توانستیم از ایران بیرون برویم. پدرم ولی همیشه می‌گفت من سرباز این وطن هستم و وظیفه‌ام است که در اینجا بمانم. می‌گفت امکان ندارد مملکتم را رها کنم. حتی وقتی هم که شاه رفت، گفتیم حالا رئیستان هم که رفت؛ گفت نه وظیفهٔ من است در این مملکت بمانم. وی با رد این پیشنهاد گفت من کاری نکرده‌ام که بخاطر آن بترسم و بخواهم بگریزم، و به هیچ عنوان قانع نشد که از ایران برود. فکر می‌کنم اگر از ایران رفته بود، هر روز زجر می‌کشید. جای پدرم همان مملکت خودشان بود.[۱۵]

انوشیروان جهانبانی دربارهٔ پدرش گفته است: «یک نوشته‌ای با دست‌خط خودشان (پدرم) وجود دارد که از ما خداحافظی کردند. یک چیز دیگری هم که داریم، ساعتی است که پدرم دستشان بود و الآن دست من است، و این باارزش‌ترین چیزی است که من در زندگی‌ام دارم».